# San Camilo, 1936
Vísperas, festividad y octava de San Camilo del año 1936 en Madrid (Madrid, 1969) es una novela española de Camilo José Cela, ambientada y dividida, como su título indica, en tres capítulos: las vísperas, la festividad y la octava del día de San Camilo de 1936 en el Madrid en que estalló la guerra civil española y narrada, al igual que parte del Ulises de James Joyce, como un monólogo interior, aunque en segunda persona (el narrador se confiesa ante un espejo) y en boca de un al principio innominado protagonista, el reportero de El Sol Jesualdo Villegas, identificado por este artificio en parte con el propio autor (cuya foto a los veinte años aparece en la primera página de las primeras ediciones). 
A veces aparecen, sin embargo, pasajes narrativos en tercera persona, y en este monólogo continuo, interrumpido con el contrapunto de breves textos de media a dos líneas con fragmentos de diversos documentos de la época (partes radiofónicos, inscripciones de periódicos, anuncios publicitarios, inscripciones de cajas de cerillas, etcétera), el autor reflexiona sobre la existencia humana con un trasfondo social proporcionado por la vivencia del protagonista y sus semejantes en el Madrid de esos días. A lo largo de estas divagaciones, se presenta un buen número de personajes, de muy variada condición, desde las altas esferas a los inmersos en la marginalidad, que viven su vida sin ser conscientes de la tragedia que se avecina.
Por último, separadamente de esta estructura triple, aparece el "Monólogo del tío Jerónimo", tío paterno del protagonista, otro monólogo interior en que este republicano redefine a su manera las tres virtudes teologales: fe en la vida, esperanza en la muerte y caridad con el hombre (y "con España, aunque no siempre se la merezca"), y sobre todo, renunciar al materialismo y proclamar abiertamente la necesidad y la bondad del sexo contra los sexófobos. En cuanto a política, lo único razonable es la moderación; huir de los extremos:
La reacción quema herejes y libros y la revolución quema iglesias e imágenes; el caso es quemar algo [...] el español tiene alma de falla valenciana, cuanto más fuego mejor.
Esta novela fue incluida en la lista de las 100 mejores novelas en español del siglo XX del periódico español «El Mundo».
Existe una excelente traducción al francés, verdaderamente meritoria por lo intrincado del lenguaje de Cela, cuajado además de referencias difícilmente comprensibles fuera del ambiente madrileño de la época. La traducción va precedida de un corto prólogo del historiador Manuel Tuñón de Lara, pero los traductores (o el editor) han omitido la dedicatoria original: «A los mozos del reemplazo de 1937, todos perdedores de algo: de la vida, de la ilusión, de la esperanza, de la decencia. Y no a los aventureros foráneos, fascistas y marxistas, que se hartaron de matar españoles como conejos y a quienes nadie les había dado vela en nuestro propio entierro.»